# Daniel Norling
Lars Daniel Norling (Estocolm, 16 de gener de 1888 – Malmö, 28 d'agost de 1958) va ser un gimnasta i genet suec que va competir durant el primer quart del segle xx. Disputà tres edicions dels Jocs Olímpics, amb un balanç de tres ors guanyats. Era germà del també medallista olímpic Axel Norling.
El 1908, als Jocs de Londres, va guanyar la medalla d'or en la prova del concurs complet per equips, com a membre de l'equip suec.
Quatre anys més tard, a Estocolm guanyà una nova medalla d'or en el concurs per equips, sistema suec del programa de gimnàstica.
La seva darrera participació en uns Jocs fou el 1920, a Anvers, on guanyà la medalla d'or en el concurs de salts d'obstacles per equips del programa d'hípica.